# Franz von Schmidt (Schriftsteller)
Franz Alfred Johann Arthur Sigismund von Schmidt (* 26. April 1895 in Darmstadt-Bessungen; † nach 1960) war ein deutscher Schriftsteller.

## Leben
Franz von Schmidt war der Sohn von Franz von Schmidt und Anna Hedwig Elisabeth Helene von Schmidt, geb. von Brandenstein. Er nahm als Leutnant am Ersten Weltkrieg teil. Später lebte er in Berlin-Zehlendorf. Er veröffentlichte literarische Arbeiten in Zeitschriften und Zeitungen, vor allem in der Berliner Illustrirten Zeitung und seit den späten 1930er Jahren auch in Buchform. Besonderen Erfolg hatte er mit seinem 1937 erschienenen ersten Buch Ich heiße Victor Mors, einer autobiografischen Schilderung seiner Zeit als Kriegsgefangener in Sibirien, von dem bis in die 1960er Jahre mehr als 250.000 Exemplare verkauft wurden, sowie mit dem Roman Amba, der Herr, der es auf eine Gesamtauflage von über 150.000 Exemplare brachte. Seit den 1950er Jahren schrieb von Schmidt vorwiegend über kriminalistische Themen.

## Werke
- Ich heiße Victor Mors. Aus den Papieren des Leutnants von S., Berlin 1937[2]
- Amba, der Herr, Berlin 1939
- Avantgarde, Berlin 1941
- Der breite Weg, Stuttgart 1948
- Drei seltsame Tage, Stuttgart 1948
- Vorgeführt erscheint, Stuttgart 1955
- Nachtseiten der Liebe, Rüschlikon-Zürich [u. a.] 1960
- Mord im Zwielicht, Stuttgart 1961
- Sexualfälle, Köppern im Ts. 1961